# Municipio de Santa María Pápalo
El municipio de Santa María Pápalo es uno de los 570 municipios del estado mexicano de Oaxaca. Su cabecera es la localidad de Santa María Pápalo.

## Geografía
El municipio de Santa María Pápalo colinda al norte con el municipio de Concepción Pápalo, al oeste con el municipio de Santos Reyes Pápalo, al sur con el municipio de San Juan Tepeuxila, y al este con el municipio de San Pedro Sochiapam.

## Localidades
El municipio de Santa María Pápalo cuenta con tres localidades.
| Localidad          | Población (2020) |
| ------------------ | ---------------- |
| Santa María Pápalo | 1429             |
| Peña Verde         | 440              |
| Teponapa           | 189              |

## Gobierno
El municipio de Santa María Pápalo se rige mediante el sistema de usos y costumbres.
| Presidente municipal     | Periodo   |
| ------------------------ | --------- |
| Epifanio Bolaños Roque   | 1999-2001 |
| Nicolás Marín Galindo    | 2002-2004 |
| Guadalupe Díaz Cruz      | 2005-2007 |
| Vidal Díaz Delfino       | 2008-2010 |
| Ignacio José Manuel      | 2011-2013 |
| David Cruz Acuña         | 2013-2016 |
| Federico Velázquez Mejía | 2017-2019 |
| Pedro Montreal Díaz      | 2020-2022 |
| Erika Bolaños Jiménez    | 2023-2025 |